# Hety Thier

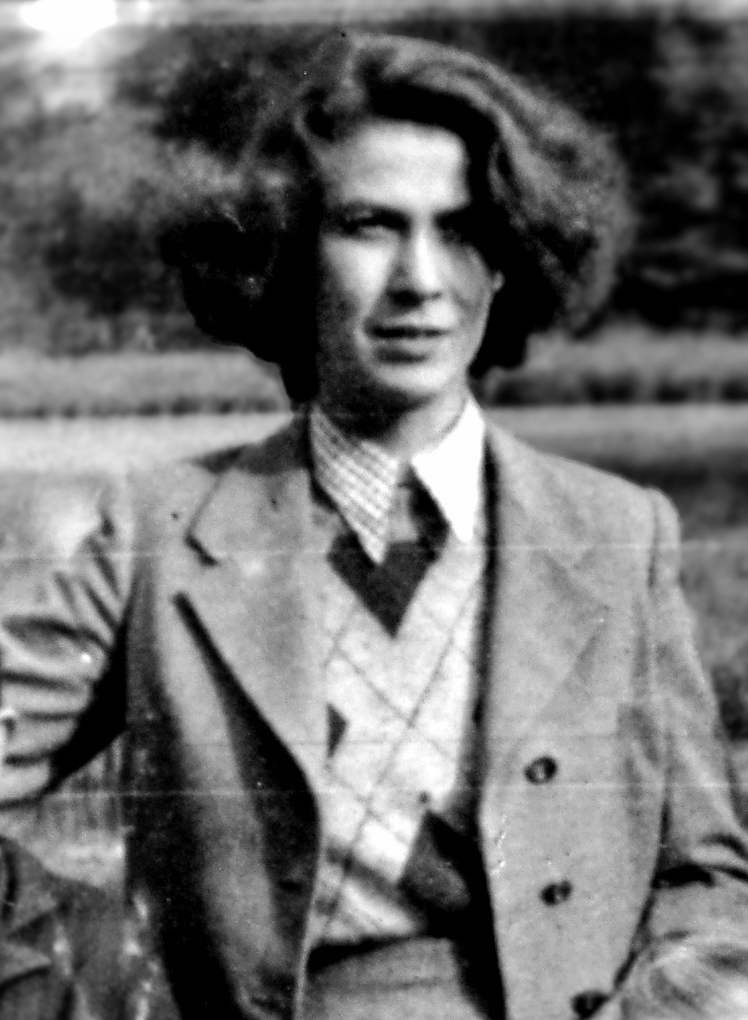
Porträt von Hety Thier (privat)

Hedwig Maria Rosa Thier (* 3. September 1919 in Nordwalde, Kreis Steinfurt; † 19. August 1952 in Düsseldorf), die sich selbst mit Vornamen Hety nannte, war eine Malerin und Illustratorin mit münsterländischen Wurzeln. In ihrer kurzen Lebensphase schuf sie mehrere Bücher, viele Porträts, Zeichnungen und Illustrationen, die stets die Handschrift des Sozialen trugen und ihrem eigenen Erleben Ausdruck verliehen.

## Kindheit und schulische Ausbildung
Der Vater Carl Thier (27. August 1883 – 28. Februar 1945) war als Landgerichtsdirektor in Dortmund tätig. Die Mutter, Martha Mummenhoff (1890–1973) verstarb, wie auch ihr Ehegatte, in Coesfeld. Die Grabstätte befindet sich auf dem St. Lamberti-Friedhof. Aufgewachsen ist Hety Thier mit zwei Brüdern: Max Thier (ausgewandert nach Namibia) und Heinz Thier (Arzt).
Das künstlerische Talent von Thier wurde bereits in der Schule erkannt und gefördert. Ihre schulische Ausbildung schloss sie 1938 mit dem Abitur an der Marienschule, einer anerkannten Oberschule für Mädchen in Dortmund, ab und begann im direkten Anschluss mit einem Kunststudium.

## Verwandtschaftliche Verhältnisse
Hety Thiers Onkel war Bernhard Thier (Natz Thier; 1886–1957). Neben seiner Arbeit als Oberregierungsbaurat war er als Heimatdichter in Coesfeld bekannt und war Mitbegründer der Karnevalsgesellschaft „Die lachende Heimat“ (Die-La-Hei). Der Großvater von Hety, Bernhard Heinrich Anton Thier, hatte in Coesfeld als Zinngießer und Kaufmann gelebt und stammt aus einer Künstlerfamilie. Seine Werkstätte befand sich in Coesfeld an der Letter Straße 14. Das verwendete Areal zog sich entlang einer Gasse, der heutigen Pfauengasse. Dort befindet sich noch heute das Natz-Thier-Haus. Bernhard Heinrich Anton Thier war auch ein Vertreter in der Stadtverordnetenversammlung Coesfelds von 1895.

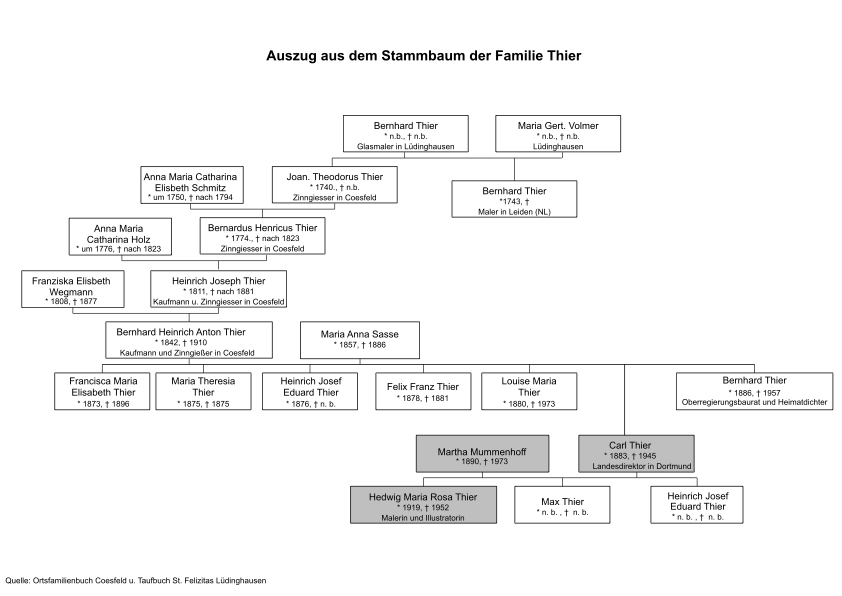

## Früh entdecktes Kunsttalent
Die Kunstlehrerin Frau Sachse an der Dortmunder Marienschule erkannte das zeichnerische Talent von Hety Thier und übersandte einige Zeichnungen im Jahr 1933 zur Begutachtung an Pater Michael Zimmer, Verlagsleiter des christlichen Buchverlages der Schulbrüder in Kirnach-Villingen. Es folgte eine mehrmonatige Korrespondenz zwischen Zimmer und Hety Thiers Vater. 1935 wurde das erste Buch der zu diesem Zeitpunkt gerade 15-Jährigen mit einer Auflage von 10.000 Stück und einem Stückpreis von 1,80 Reichsmark gedruckt. Briefe, die bei der Nachlassforschung durch die Initiative Bischofsmühle ausgewertet wurden, erwähnen eine Auflage von 2000 Stück und eine Honorarforderung von 1200 Reichsmark. Gezahlt wurden vom Verlag offensichtlich 600 Reichsmark. Die Texte zu „Hab Erbarmen mit den Armen. Für alle lieben Kinder, gemalt von Hety Thier“ stammten von Carl Thier, seine Tochter illustrierte das Kinderbuch mit zwölf Zeichnungen. In einem Zeitungsartikel vom 3. November 1935 der Allgemeinen Zeitung Coesfeld heißt es: „Wer dieses vorzüglich gedruckte Büchlein aufschlägt, ist überrascht von der unverfälschten, reinen Kinderwelt, die aus jedem Bild zum Betrachter spricht.“ Zwar hatte Hety Thier noch weitere Illustrationen für eine Fortführung der Serie ausgearbeitet. Jedoch pausierte sie die kreative Schaffensphase kurzzeitig, um ihren Schulabschluss nicht zu gefährden. Zu einer weiteren Buchauflage kam es später nicht. Denn durch die Machtergreifung Adolf Hitlers 1933 und den Aufbau eines sozialdarwinistisch-rassistischen Führerstaates waren soziale, christliche Intentionen in Kunst und Literatur nicht erwünscht. Die Drangsalierung und Willkür politischer Gegner führte letztendlich auch zur Auflösung des Verlags der Schulbrüder im Jahr 1940.

## Ausbildung / Studium

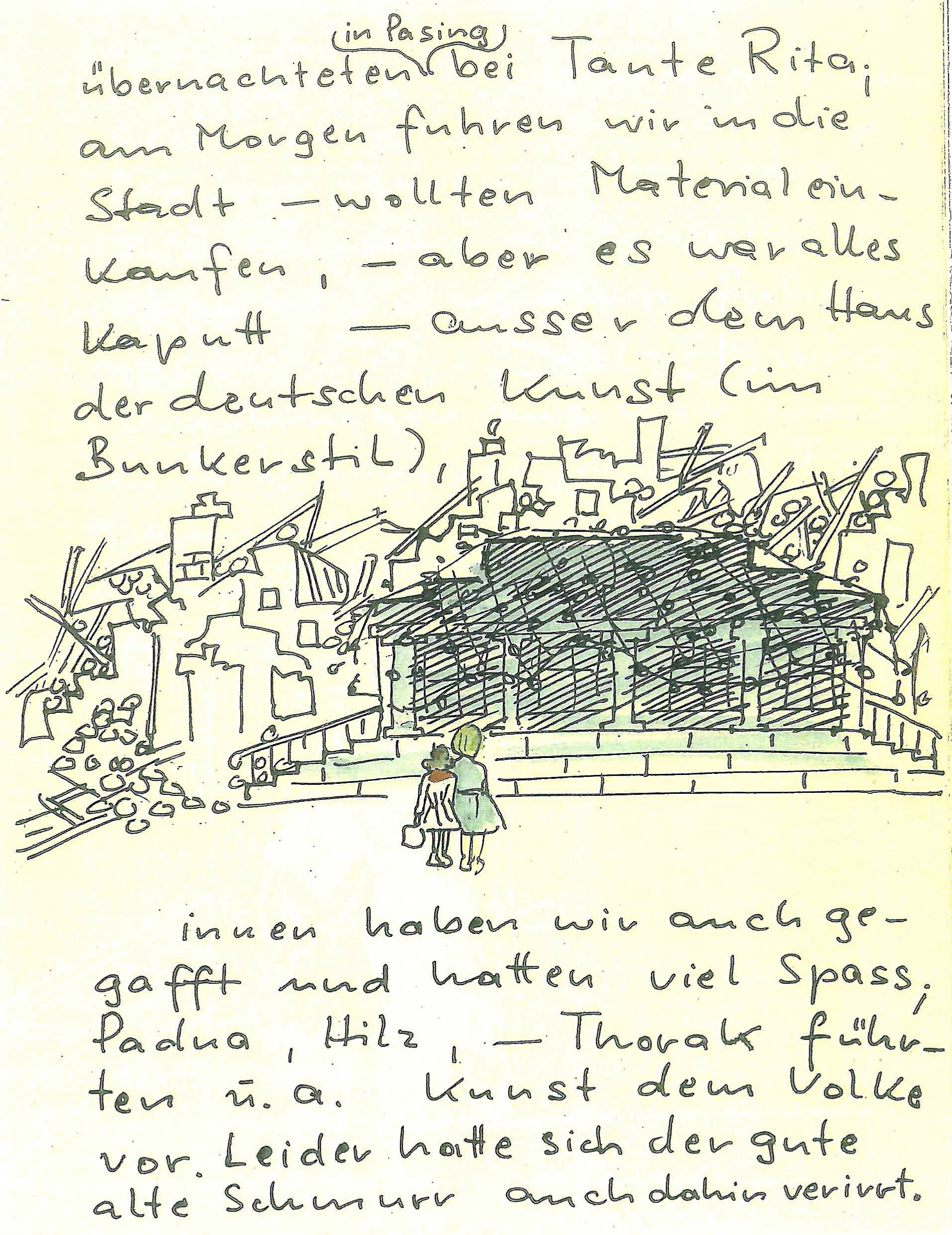
Beispiel einer Illustration der 25-jährigen Hety Thier (Quelle: Archiv Initiative Bischofsmühle)

Von 1938 bis 1942 studierte die junge Frau an der Kunstakademie Düsseldorf. Ihre künstlerische Ausrichtung wurde geprägt von Wilhelm Schmurr (1878 bis 1959), der von 1927 bis 1947 an der Kunstakademie Düsseldorf lehrte. Zu diesem Lehrer hatte Hety Thier intensiven brieflichen Austausch, darunter auch eine Kritik des Professors im November 1946 an ihren Arbeiten: „[...] Sie müssen künftig Farbe bekennen, das heißt: einen Kopf im malerischen Sinne malen. Ihre Arbeit ist in allen Teilen hingehuscht und entbehrt der Überzeugungskraft. [...]“ Schmurr war sehr daran interessiert, dass Thier weiterkommt und bot persönliche Unterstützung an. Auch wird in diesen Briefwechseln der Materialmangel nach den Kriegsjahren deutlich. So erwähnt der Kunstprofessor ebenfalls im November 1946 am Rande: „Nächste Woche komme ich mit Ihrem Onkel – eine Tube Weiß bringe ich mit.“ Und weiter: „[...] vielleicht gelingt es Ihnen, in der Umgebung gegen einen guten Preis, ein paar Kartoffeln loszueisen.“

## Ausbildung in klassischer Malerei und Zeichnen
Parallel zum Kunststudium lernte Thier einige Semester an der Meisterschule des Deutschen Handwerks in Dortmund. Im Jahr 1942 setzte sie bis 1943 das Kunststudium an der Berliner Akademie der Künste fort. Ihr damaliger Peter Fischer (1891 bis 1964) beurteilte 1946 ihre Grafiken zu Charles Dickens Roman „Der Raritätenladen“ wie folgt: „Ihre zwölf Lithografien haben mich wirklich überrascht und ganz aufrichtig erfreut.“ In einem weiteren Schreiben ermutigt Fischer Hety Thier: „Gehen Sie weiter mit Freude und Mut an eine Arbeit, die Ihnen zusagt und mit der Sie etwas sagen werden.“

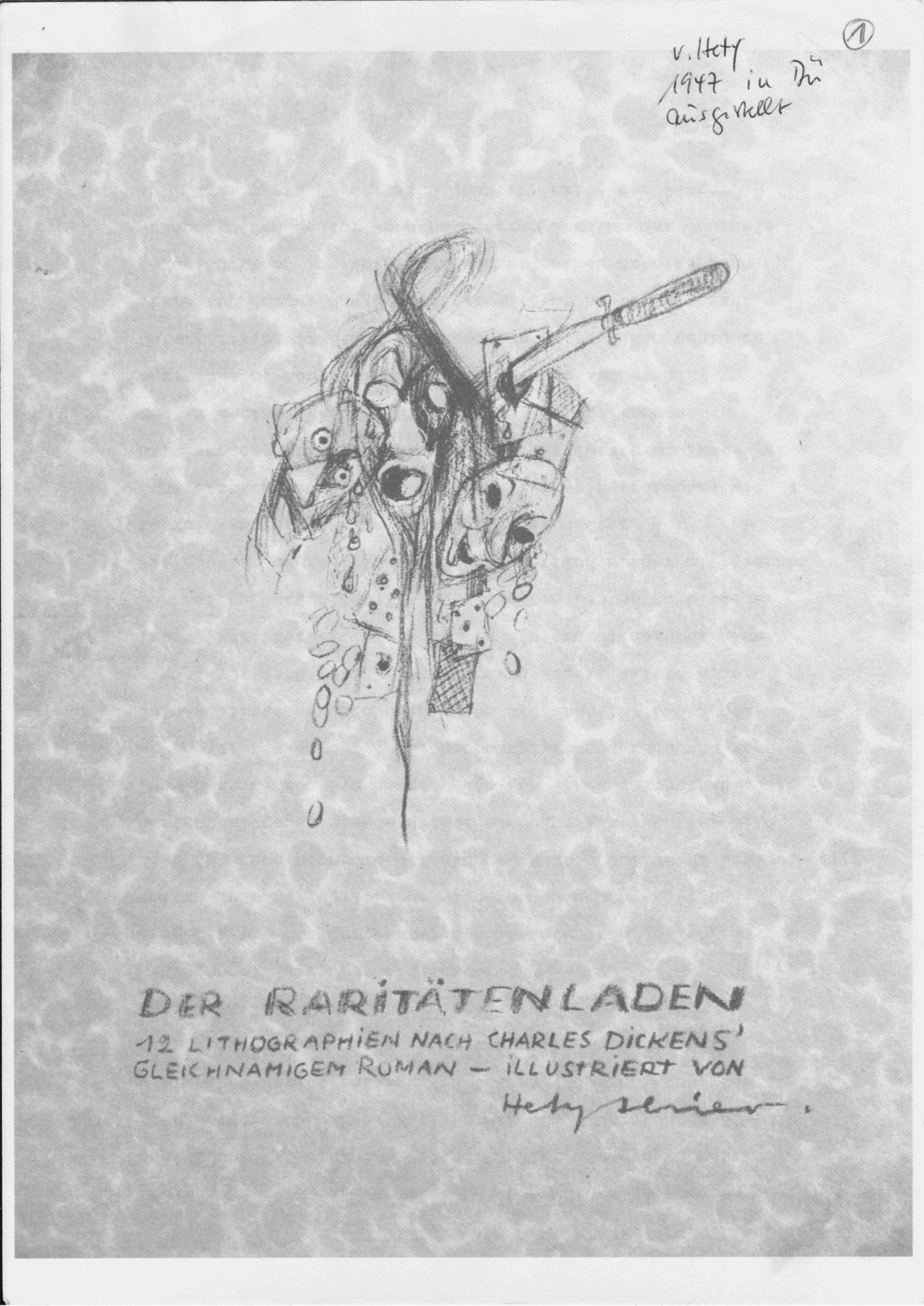
Deckblatt des von Hety Thier illustrierten Buches „Der Raritätenladen“.

Ihr weiterer Lehrprofessor an der Akademie der Künste, Wilhelm Teuwen (1908 bis 1967), der 1946 wieder an die Kölner Werkschule berufen wurde, förderte sie im Fach Zeichnen und prägte ihren Stil für die Illustrationen zu Voltaires Roman „Candide“. Das Originalwerk des französischen Philosophen wurde 1759 veröffentlicht. Hety Thiers Grafiken fanden ihren Platz in der deutschen Übersetzung von 1949, die ursprünglich im Verlag Kurt Desch, München, veröffentlicht wurde. Der Coesfelder Elsinor Verlag druckte das Buch 2018 nach.

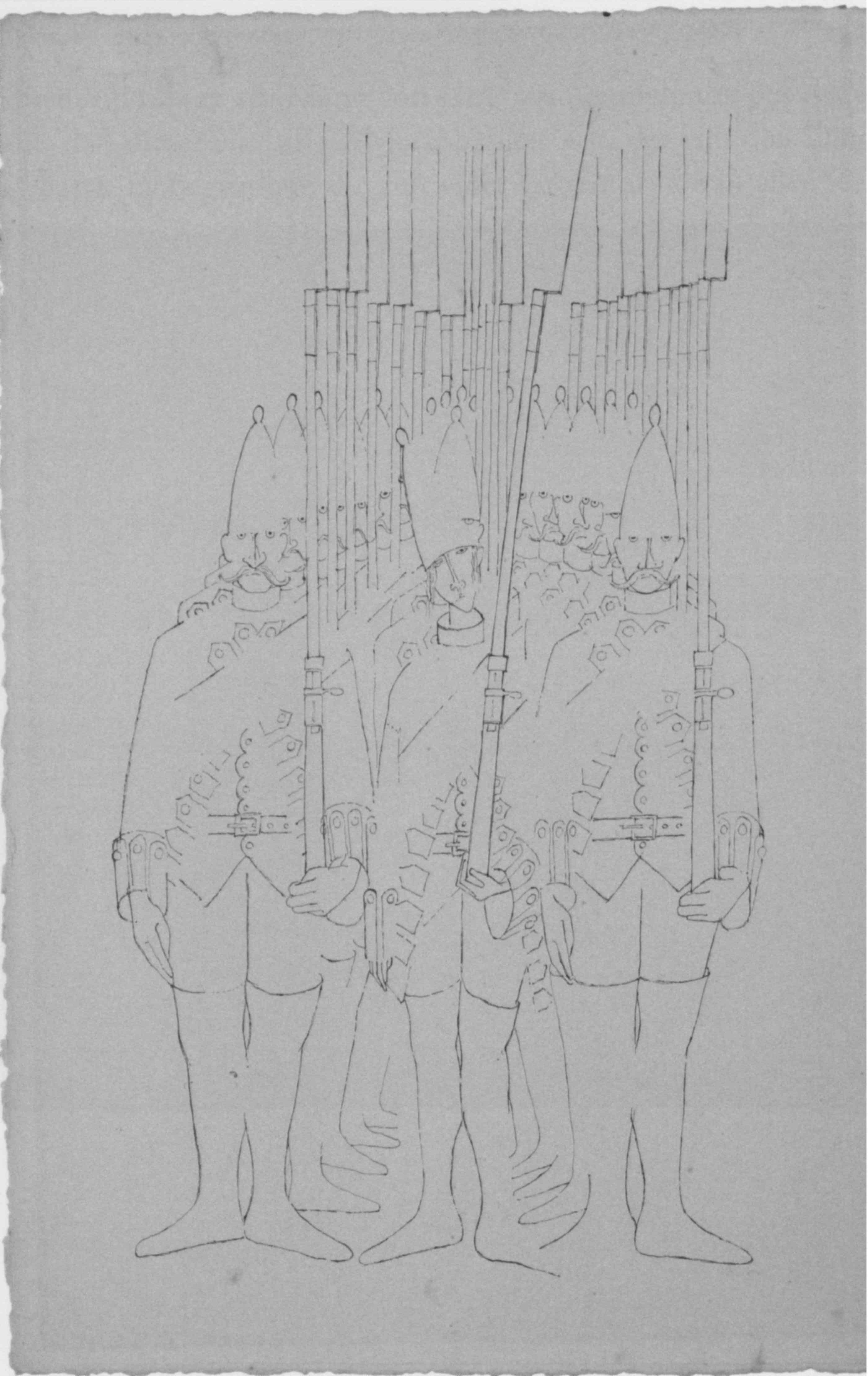
Illustration von Hety Thier in Voltaires "Candide"

## Leben im Zweiten Weltkrieges und in der Nachkriegszeit
Wegen der schweren Luftangriffe der Alliierten im Jahr 1943 auf Berlin flüchtete Hety Thier noch in dem Jahr nach Coesfeld. Sie fand eine Bleibe auf der Bischofsmühle bei der Familie Seesing.
Ihre Eltern hatten Dortmund infolge der Luftangriffe auf die Ruhrgebietsstädte („Schlacht um die Ruhr“) schon vorher verlassen und lebten auf dem Hof Heitmann-Mehring in Harle, einer Bauerschaft Coesfelds. Die junge Künstlerin richtete sich 1944 auf dem Hof ein Atelier in einem alten Putenstall ein und porträtierte Menschen verschiedenen Alters, besonders Kinder. Eine enge Freundschaft verband sie mit der Malerin Antonia Berning (1921–2009), die im Haus Klinke, Coesfeld, lebte. Berning gründete 1949 mit Günther Mancke und Ehefrau Irmgard die Künstlersiedlung Weißenseifen im gleichnamigen Rheinland-Pfälzischen Ort.

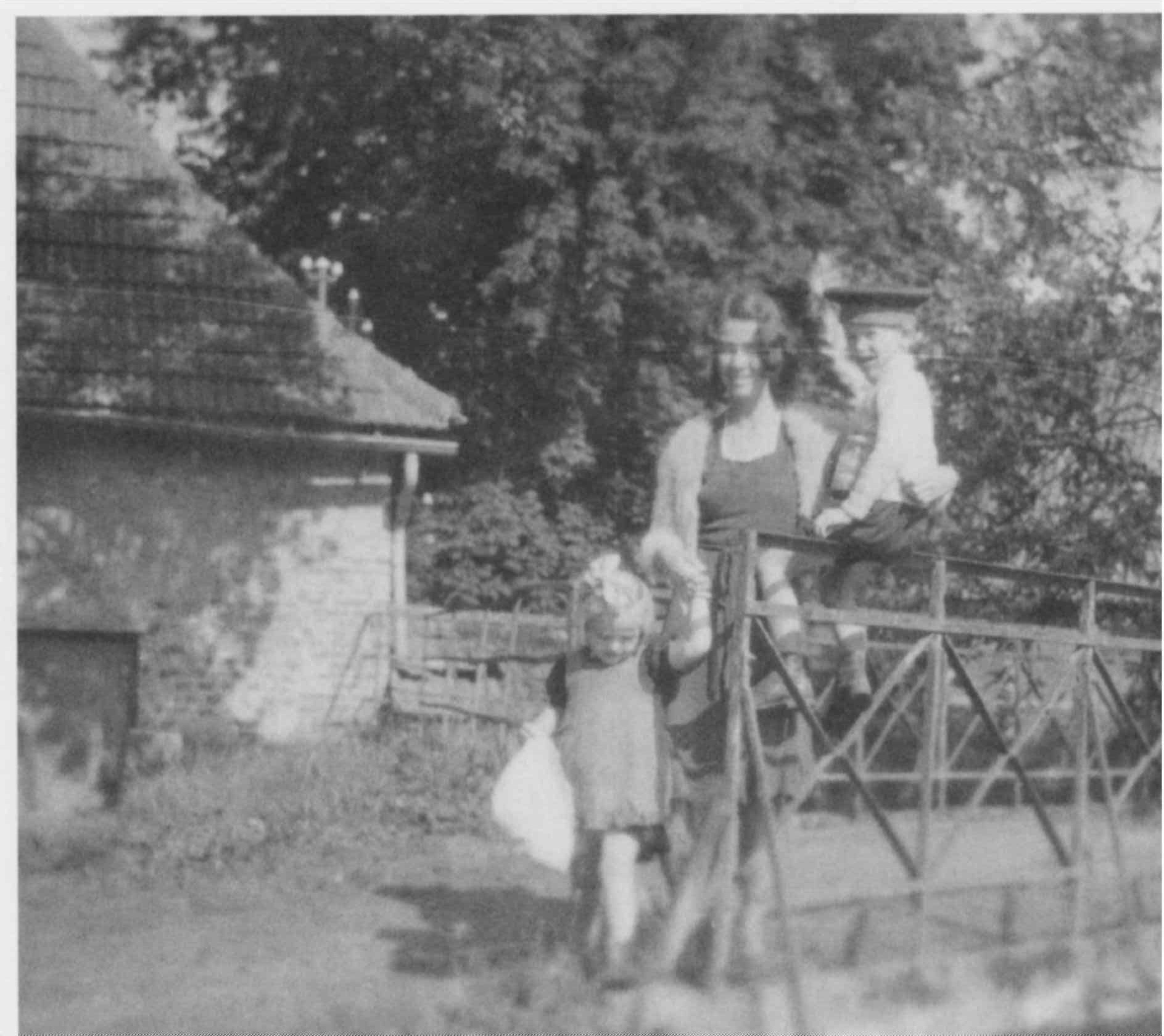
Hety Thier mit den Kindern der Familien Sessing an der Bischofsmühle in Coesfeld

In Coesfeld fand die Karriere von Hety Thier Erwähnung in der Festschrift zum 750. Jubiläum der Stadt Coesfeld im Jahr 1947. Der Bürgermeister Josef Bosten erwähnt sie dort: „Als ein beachtliches Talent erwies sich Fräulein Hethy Thier aus Coesfeld Harle mit Öl- und Pastellfarben, unter denen das Porträt eines kriegsgefangenen Russen und der Kopf eines alten Schauspielers besonders zu erwähnen sind, ferner mit wirkungsvollen Illustrationen zu der Phantasie des Raritätenladens von Charles Dickens.“

## Der Karriereweg
Hety Thier wechselte ihren Studienort nach Düsseldorf und hatte 1948 die Gelegenheit, in den Galerien Schüler in Berlin und Vömel in Düsseldorf Federzeichnungen auszustellen. Es sind die ersten Illustrationen von insgesamt 25, die auf Grundlage von Voltaires Candide 1949 entstanden sind.

Im Oktober 1949 stellte sie zwölf Werke in der Ausstellung „Neue Rheinische Sezession“ im Museum am Ostwall aus. Eröffnet wurde sie von dessen Geschäftsführer Georg W. Wirtz. Für Thier wurde das zum Sprungbrett. Sie fand in überregionalen Tageszeitungen durchweg positive Resonanzen. Zum Beispiel schrieb das Westdeutsche Tageblatt: „Hety Thier, die junge Dortmunder Künstlerin, zeigt mit ihren zwölf Federzeichnungen als Illustrationen zu Voltaires Candide eine souveräne Beherrschung der hohen Kunst der Linien, die mit wenigen angedeuteten Strichen das Wesentliche eines Vorgangs zum Ausdruck bringt. Wir fühlen uns dabei an das Wort Liebermanns erinnert: ‚Zeichnen heißt weglassen‘.“ Auch die Zeitung Die Welt erwähnt in einem Artikel über die Ausstellung Thier als „junge Künstlerin von Rang“. An der Ausstellung, die von der Museumsleiterin Leonie Reygers vorbereitet wurde, nahmen unter anderem Künstler und Bildhauer wie Otto Ritschl, Fritz Levedag, Günter Grote, Ludwig Gabriel Schrieber, Hubert Berke, Otto Coester, Hermann Teuber, Kurt Neyers, Max Peiffer Watenphul, Ernst Wilhelm Nay, Werner Gilles, Gerhard Kadow und Ewald Mataré teil.

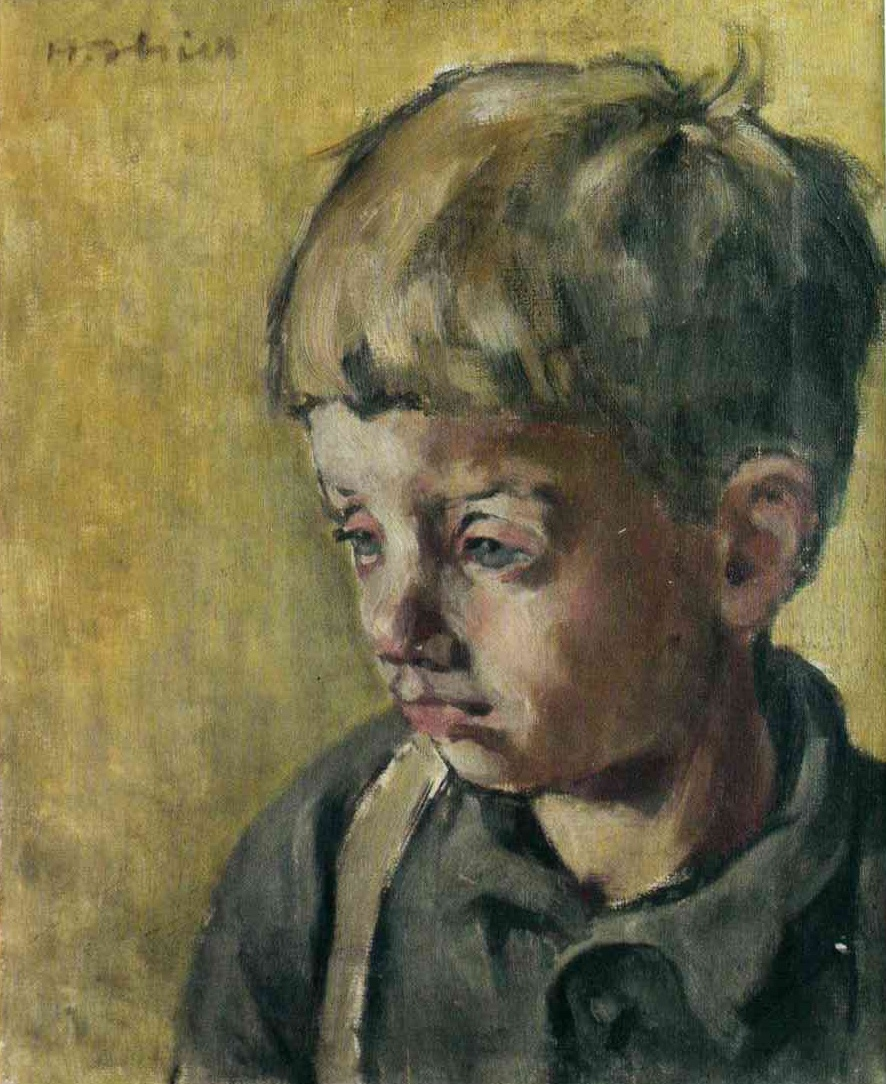
Beispiel eines Kinderporträts, gezeichnet von Hety Thier in ihrem Coesfelder Atelier (Quelle: Hety Thier. Eine Coesfelder Künstlerin)

Nach dem Zusammenbruch des nationalsozialistischen Deutschlands konfrontierte die Ausstellung mit den teilweise abstrakten Kunstwerken die rund 2000 Besuchenden mit einer modernen Richtung. Das führte zu teils heftigen Diskussionen unter den Besuchenden. In einer Rückschau der Stadt Dortmund hieß es: „Die Auseinandersetzung mit der modernen Kunst erlaube nicht ein geruhsames Beharren in langgewohnten und lieb gewonnenen Vorstellungen. Sie fordere kritisch, unterscheidende Haltung.“ Und in einer Rezension zur Ausstellung in der Westdeutschen Zeitung ist zu lesen: „Jedenfalls wird die Neue Rheinische Sezession ihre Schlüsse ziehen und ihre Dortmunder Erfahrungen verwerten für ihr erstes offizielles Auftreten (wahrscheinlich in Düsseldorf). Enttäuschen würde sie und, wenn sie engherzigen Beanstandungen, an denen es nicht gefehlt hat, auch nur einen Deut nachgeben sollte.“ Noch im November signalisierte Günter Grote Hety Thier, dass das Museum am Ostwall ihre ausgestellten Illustrationen für 1000 Deutsche Mark erwerben wolle. Beide pflegten einen intensiven Austausch. Der spätere Professor der Kunstakademie Düsseldorf war ein Förderer Thiers, der ihr auch nahelegte an der Kunstakademie Montmartre bei Fernand Léger moderne französische Kunst zu studieren.
Im März des Folgejahres eröffnet die Neue Rheinische Sezession ihre erste große Gruppenausstellung in Düsseldorf. Sie sollte „einen umfassenden Überblick über das Werk der zeitgenössischen modernen bildenden Kunst im Westen geben“. Auch Hety Thier, nun als Mitglied der Neuen Rheinischen Sezession, nahm mit ihren Illustrationen teil. Die Ausstellung entwickelt sich zu einer Wanderausstellung und sollte 1952 neben sechs deutschen Städten auch in Miami/Florida gezeigt werden. Wie ein Ausstellungskatalog von 1952 belegt, war auch Thier beteiligt. In dem Jahr wollte die Illustratorin in Eigenregie mit einem Kinderbuchprojekt unter dem Titel "Auf dem Berge Sinai" auflegen. Für die endgültige Fertigstellung stellte sie im März 1952 einen Förderantrag und erhielt vom Kultusministerium des Landes NRW eine Zuwendung von 350 DM. Die Herausgabe konnte die 32-jährige Illustratorin, die sowohl in Düsseldorf wie auch in Coesfeld lebte, nicht selbst erleben. Ob es zu einer Drucklegung kam ist unbekannt. Die Druckfahnen sind im Besitz der Initiative Bischofsmühle.

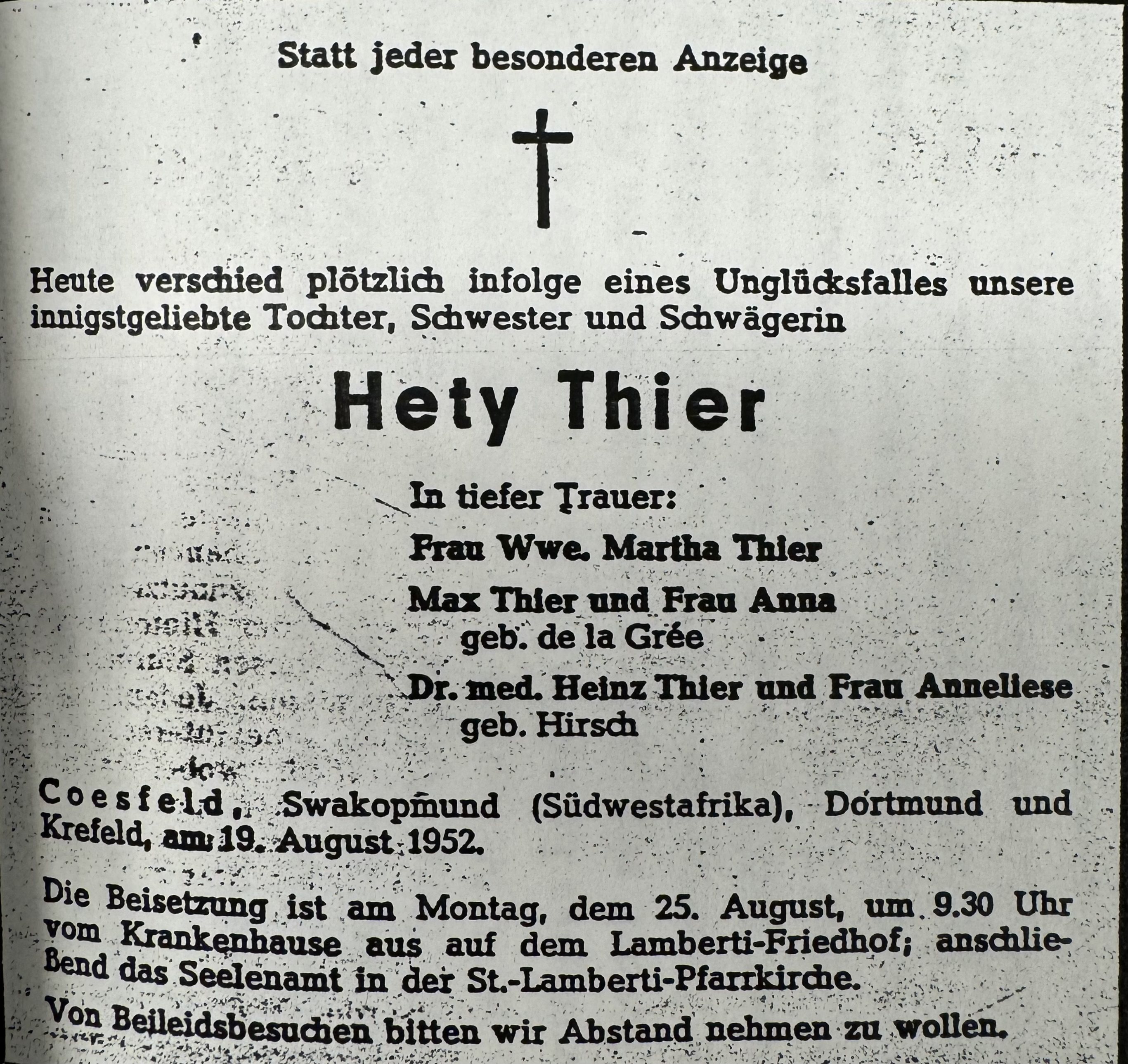
Todesanzeige von Hety Thier [Quelle: Stadtarchiv Coesfeld].

## Tod
Gut zwei Wochen vor ihrem 33. Geburtstag kam Hety Thier als Beifahrerin bei einem Autounfall am 19. August 1952 in Düsseldorf ums Leben. Der Fahrer des Fahrzeuges fuhr einem vorausfahrenden Lkw auf, der abrupt bremste. Ein Ladungsstück durchschlug die Frontscheibe des Autos und verletzte Hety Thier tödlich.
Die Allgemeine Zeitung in Coesfeld schreibt in einem Nachruf. „Nun steht das Atelier in Coesfeld, das sie sich mit großer Begeisterung in einem früheren "Schrutenstall" auf dem Hof Heitmann in Harle selbst errichtet hatte, verwaist da. So manche Kunstgröße war hier zu Gast, aber auch die staunende Jugend der Umgebung, unter welcher sie sich gern ihre Modelle suchte.“

## Werksbiografie
- 1933–1935: Hab Erbarmen mit den Armen (Kinderbuch). Nachdruck 2007.
- 1935: Bilderreihe „Bösewicht und Strafgericht“
- 1952: Auf dem Berge Sinai (Drucklegung unbekannt)
- 1943: Lustiges Bilderbuch von den Mühlenkindern
- 1944–1952: Portraits und Gemälde von Coesfelder Kindern und Erwachsenen
- 1947: Illustrationen zu Charles Dickens „Raritätenladen“
- 1948–1949: Illustrationen zu Voltaires „Candide“
- Unbekanntes Datum: Moralisten (Bildermappe)
- 2007: Mit den Armen hab Erbarmen (Nachdruck 2007)
- 2018: Voltaire: Candide oder Die beste Welt. Mit Federzeichnungen von Hety Thier. Übersetzt von Rudolf Schneider-Schelde (1949). Mit Nachwort zu Hety Thier von Annette Höping. Elsinor-Verlag, Coesfeld. 1. Aufl. 2018.

## Andenken und Erinnerung

### Initiative Bischofsmühle
Die Initiative Bischofsmühle hatte sich unter anderem zur Aufgabe gemacht, das Leben der Künstlerin Hety Thier nachzuzeichnen. Denn gerade die alte Wassermühle in Coesfeld und das Umfeld prägte Thier nachhaltig. Zur Erinnerungskultur engagierte sich die Initiative bei mehreren Projekten:

#### 1. Gedenkstele
Der Bildhauer Bernward M. Erlenkötter schuf aus dem Sandstein des Fundaments vom alten Putenstall eine Gedenkstele. Diesen Stall auf dem Hof Heitmann-Mehring hatte Hety Thier von 1944 bis 1952 als Atelier genutzte. Der Stall wurde im Zuge des Straßenbaus abgerissen. Den Stein für die Gedenkstele spendete die Familie Heitmann-Mehring. Die Stele steht auf dem Lamberti-Friedhof an der Stelle des Elterngrabes Thiers. Das Grab wurde von der St. Lamberti-Pfarrgemeinde zur Verfügung gestellt und wird nicht weiterverpachtet.

#### 2. Retrospektive

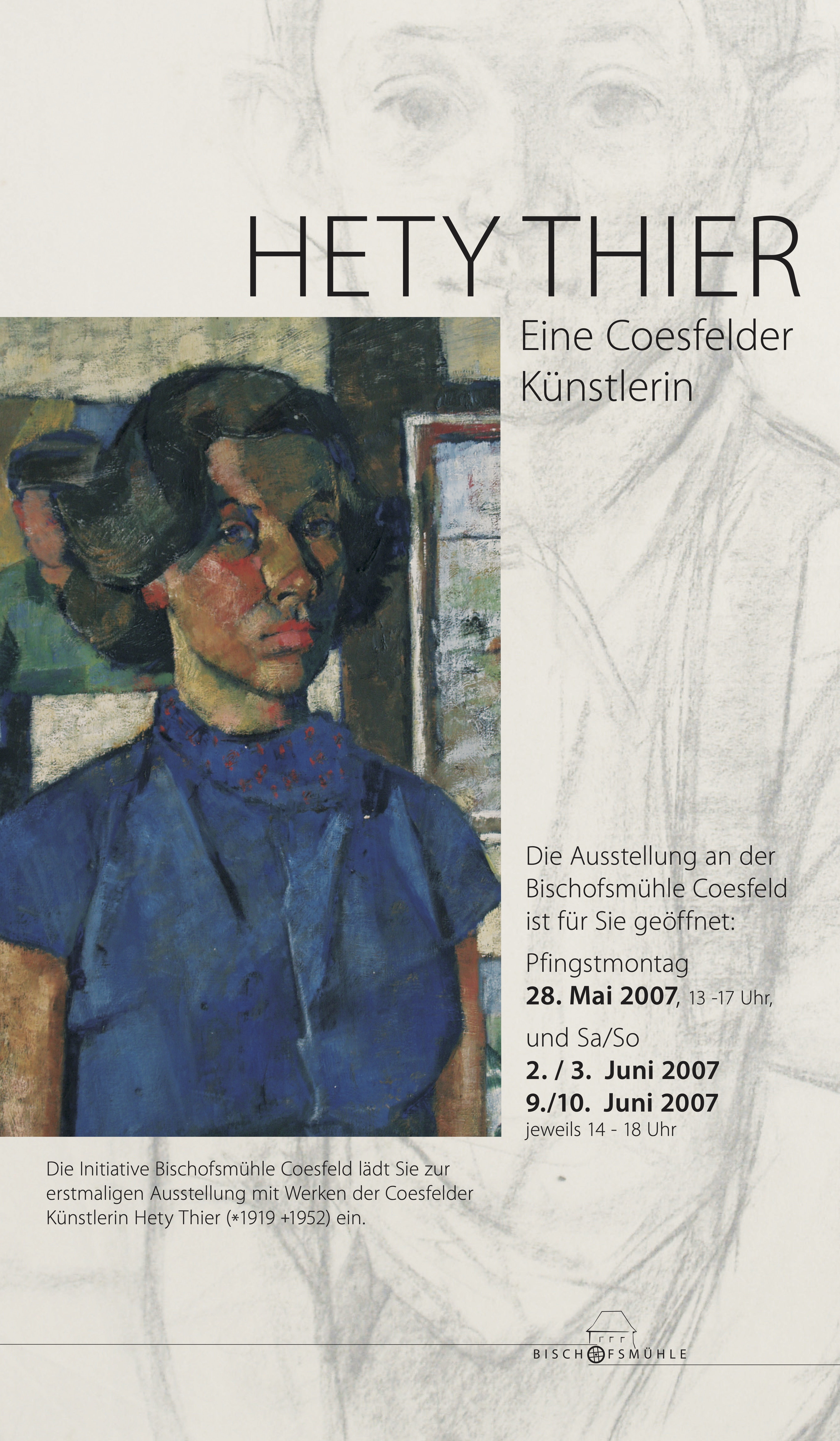
Plakat der Ausstellung „Eine Coesfelder Künstlerin“ (Quelle: Initiative Bischofsmühle)

- 2007: Ausstellung von Ölmalereien, Lithografien und Zeichnungen in der Bischofsmühle Coesfeld.
- 2015: Ausstellung über das Leben und Wirken der Künstlerin Hety Thier in der Bischofsmühle mit Originalillustration aus Candide als Leihgabe des Museums Ostwall.
- 2017: Eine Brieflesung mit einem persönlichen Einblick in Hety Thiers Leben und privatem Netzwerk zur Kunstszene.